# BAE 시스템스

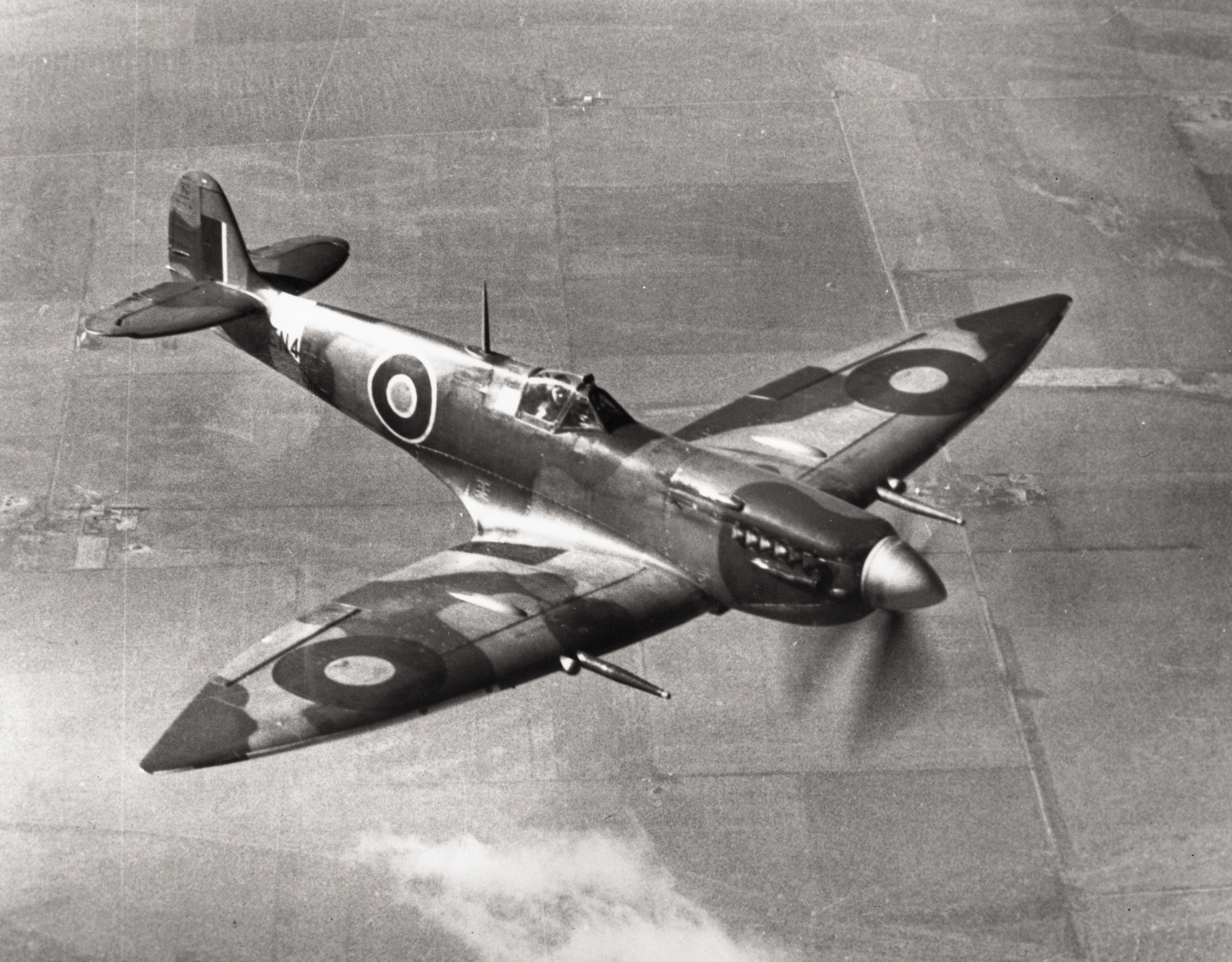
"영국을 구한 전투기"로 유명한 2차대전 스핏파이어의 제조사 슈퍼마린이 BAE 시스템스의 모태 회사이다.

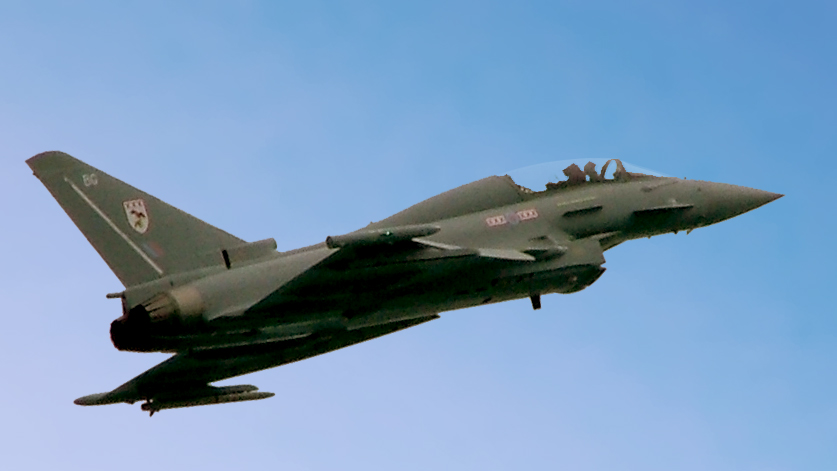
BAE 시스템스가 생산하는 유로파이터 타이푼 전투기

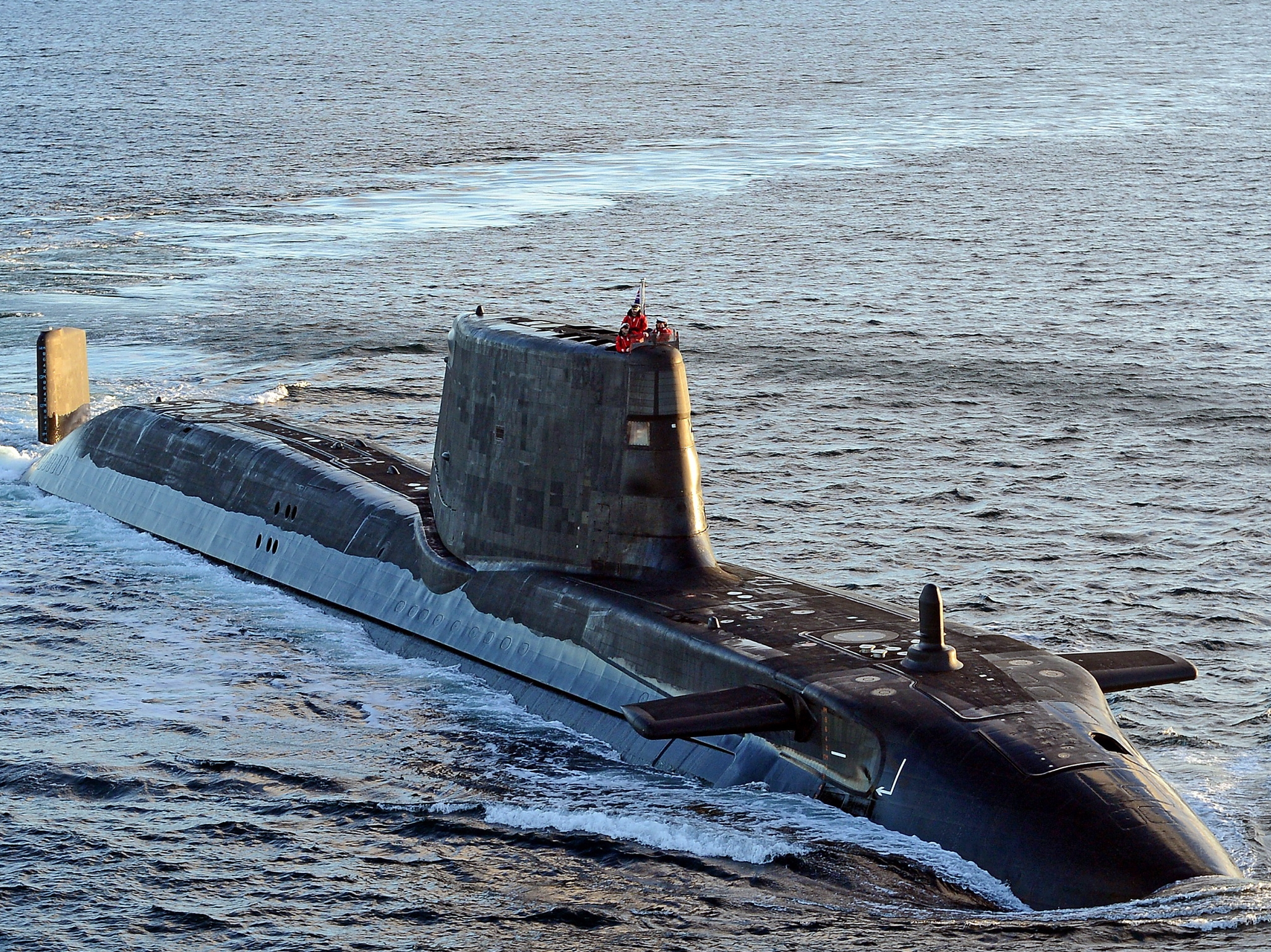
BAE 시스템스가 건조한 애스튜트급 공격원잠

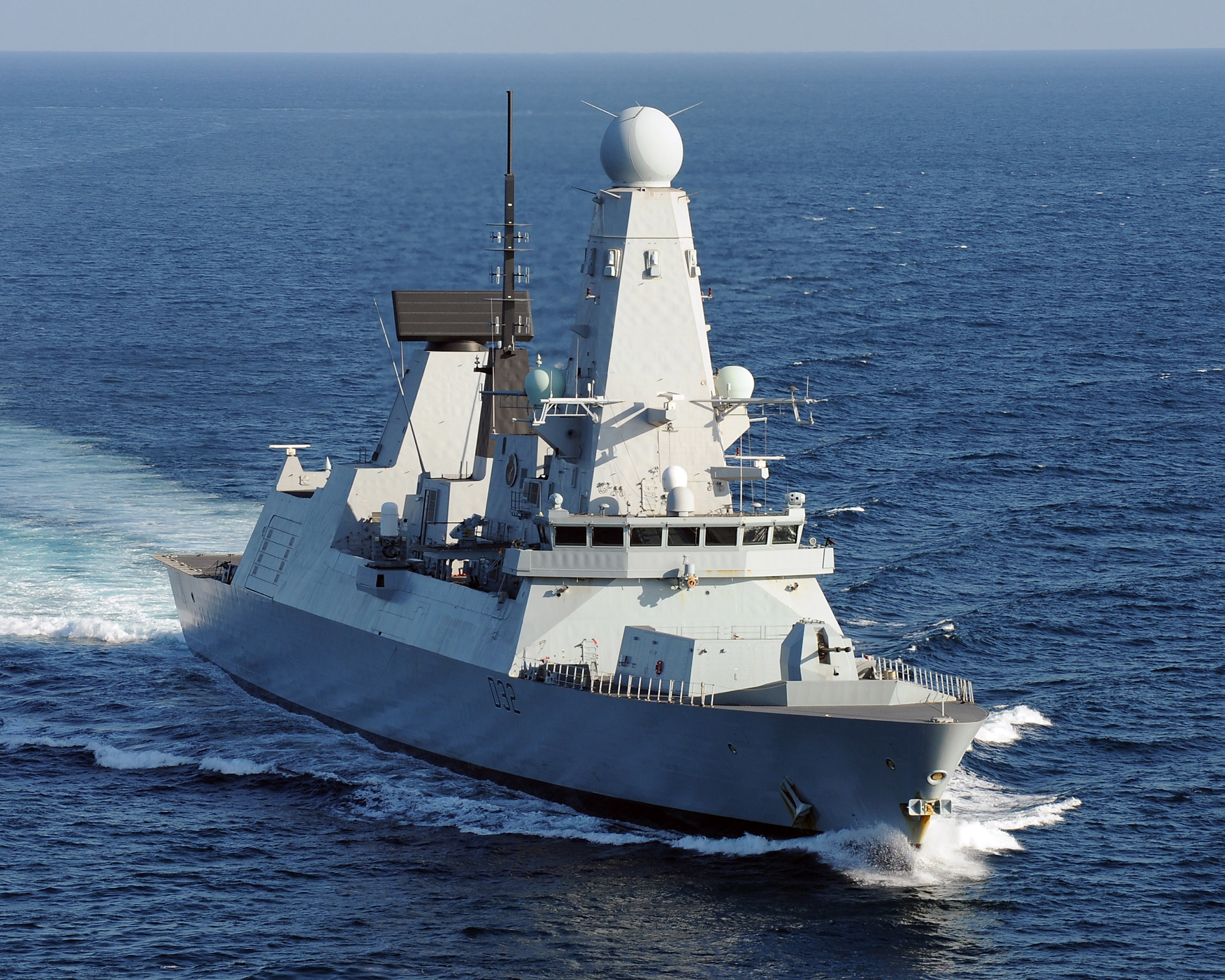
BAE 시스템스가 건조한 영국판 이지스함인 45형 구축함

BAE 시스템스(BAE Systems)는 1999년에 설립된 영국의 국방, 정보 보안, 항공 우주 관련 기업이다.

## 역사
BAE 시스템스는 1999년 11월 30일 브리티시 에어로스페이스(BAe)와 마르코니 일렉트로닉스 시스템스(MES)간 77억 파운드 규모의 인수합병으로 탄생했다.
세계 최초의 상업용 제트 여객기, 세계 최초로 실전배치된 수직이착륙 전투기 해리어를 개발했다.
브리티시 에어로스페이스는 1977년 4월 29일 브리티쉬 에어크래프트 코퍼레이션(BAC), 호커 시들리, 스코티쉬 에비에이션을 합병하고 국유화해서 만들어졌다. BAC와 호커 시들리도 많은 인수합병을 통해 만들어진 회사들이다.
BAE Systems (방산업체)은 영국에 본사를 두고 있는 세계적인 방위산업 기업. 이 회사는 군사 장비, 항공기, 해양 방위 시스템, 사이버 보안, 인공지능 및 로봇 기술 등을 설계, 제조, 판매하는 것을 전문으로 한다. BAE Systems는 육군, 해군, 공군을 위한 첨단 기술 솔루션을 제공하며, 다양한 국가의 방위 및 안보 요구에 대응하는 고도화된 시스템을 개발하고 있다.